# Dávod
Dávod község Bács-Kiskun vármegye Bajai járásában.

## Fekvése
A vármegye déli részén helyezkedik el, Bajától délre, a Duna bal parti oldalán, a Ferenc-csatorna mentén. A vármegye székhelyétől, Kecskeméttől közel 150 kilométerre található, a legközelebbi megyeszékhely Pécs, mintegy 60 kilométerre nyugatra.

### Megközelítése
A településen végighalad, a lakott terület keleti részén észak-déli irányban végighúzódva az 51-es főút, így ez a legfontosabb közúti megközelítési útvonala. Püspökpuszta településrészére, amely már a Mohácsi-sziget területén (a Ferenc-csatorna jobb parti oldalán) fekszik, az 51 147-es számú mellékút vezet, határszélét északon érinti még a Nagybaracska-Mohács közti 5107-es út és nyugaton a Hercegszántó-Mohács közti 5151-es út is.

## Története
A régi neve többféle alakban fordul elő: Daut, Dauch, Dawoth, Davotháza. A községet először egy adományozás kapcsán említik. Az 1089-1090 körül keletkezett oklevél tanúsága szerint Dávid herceg – I. András király fia és Salamon, a későbbi király testvére – Szent Lászlótól  földadományt kap a régi Bodrog vármegye területén, vagy ahogyan az ún. Dávid dux-ban olvasható: „5 szolga családot, három eke földet, öt halászóhelyet és a dunai vízhalászati jogot”. Vélhetőleg több falut is alapít: így a róla elnevezett Daud-ot is, ahol templomot építtet.
A XIV. században a falu Harasztiak birtoka volt. A település ekkor mindössze 15 házból állott, lakói pedig halászattal foglalkoztak.
1315-ből származik az első fennmaradt írásos adat, mely a falut megemlíti: „…Dau, hol vár is volt”, 1321-ben pedig a Harasztiak templomot is építtettek a falunak, igaz ez az első még csak fából volt. 1330-ban Daut Leuszták örökös nélkül halt meg, így Károly Róbert Szekcsői Henrik bánnak adományozta a Dau család birtokát, mint a Haraszti nemzetség legidősebb élő tagjának.
1347-ből származik a következő forrás, mely szerint Hercegh Péter Bodrogh vármegye főispánjának sikerült a Harasztiaktól Daut megszerezni. Az adományozó levelek azonban mást mondanak. Hercegh Péter úgyis csak 1351-ben kapta meg hivatalosan a falut valamint a településhez tartozó földeket, vizeket, erdőket (ezek akkor még igen jelentékeny méretűek voltak). Az adományozó levél ugyanakkor megemlíti, hogy vásároztató joga is volt a helységnek, sőt kiderül további más írásokból, hogy: „…embereivel a kalmárokat helyiségeibe hajtatá a keddi vásárra.” Dau ebben az időben nem egyedüli település volt, mivel ekkor már létezett Szántó (ma Hercegszántó), Báth-Monostora, valamint több, azóta már elpusztult település: Tóti, Bénye, Dus Cseretyés, Narasd és Száth is.
Az írások sokáig nem foglalkoznak a faluval, csak a várat említik, amit Davotházának neveznek. Kiderül, hogy az erődöt Benedek várőrnagy vezette 1447-ig.
A falu népe egészen a törökök bejöveteléig adót és közterhet viselt a korabeli királyság törvényei szerint, mely a következőkből állt: tized, szabadok dénárai, földbér, csöböradó, sertéstized, ingyen közmunka/fuvar, futárszolgálat, sószállítás, várépítés/karbantartás, útépítés, kamarai nyereség és collecta.
A török időket túlélte a falu, de lakosainak nagy része a mocsarakban keresett menedéket.
A szegedi szandzsákság nyilvántartásából megtudhatjuk, hogy Dautva 1542-től, a zombori nahijébe tartozott.
1552-ben már volt egy adozó porta. A török közigazgatás a falut három külön részre bontotta adózás szerint: Dautova 1 ház (1554), Dolna-Dautova 5 ház (1590), Gorna-Dautova 20 ház (1591).
A falu neve a 16.-17. század folyamán Dauról Dautovára változott, ami feltehetően a szláv, illetve török betelepülők hatása. A Dautova azonban nem egyedüli név. 1685-ben a várról a települést is Davotházának nevezték, míg 1690-ben Tautva néven említették. Az 1699-es évben, más visszahódított területekkel egyetemben, Dautova is a bécsi udvar irányítása alá került. Megkezdődtek az összeírások a hivatalos nyilvántartás és az új adók bevezetése okán. Ezekben többek között a következő demográfiai adatok találhatók: 1699-ben 47 gazda volt a faluban, 1714-ben 1 bíra, valamint 26 adófizető (21 család).
1762-ben 100 római katolikus felekezetű magyar család érkezett Felső-Magyarországról. A magyarok megjelenésével egy időben a török időkben betelepült rácok délre vándoroltak és megalapították Sztanisicsot. A falu (földes)ura ebben az időben a királyi kamara volt.
1823-ban a Duna szabályozásával ármentesítették a falu nagy részét. 1866-ban kolerajárvány tizedelte meg a falu lakosságát. 1870-ben kapta meg a község a postaállomását, ebből az időből valók (az öregek szerint) az első dűlőnevek.
1876-ban a Sziget a pécsi püspökség igazgatása alá került.  Az 1880-as években Dulánszki Nándor, pécsi püspök megkezdte a gazdasági modernizációt. Erdőirtást végeztek, szántóföldeket vetettek be, magtár és közigazgatási épületek épültek, valamint elkészült a kendergyár is. Ekkoriban nevezték el a szigeti részt Püspökpusztának, melynek 1911-12-ben templomot (Jézus Szent Szíve templom) is építenek. Püspökpuszta egészen 1951-ig Mohácshoz tartozott (mint püspöki birtok), csak ezután csatolták Dávodhoz.
A falu mai nevét 1905. január elsején kapta meg, azóta viseli a Dávod nevet.
Az 1912-es évben megindult a vasútforgalom Baja és Zombor között, amibe a falut is bekapcsolták. A község keleti részén, a bajai út mellett felépült a Monarchia akkori szabványainak megfelelő helyközi megálló, valamint egy raktárhelyiség és egy váltó. Egészen 1955-ig igen komoly katonai stratégiai jelentősége volt a teherszállításban, azonban 1968 után már nem volt gazdaságos a működtetése. A vonalat 1972 december 31-én zárták le, a síneket a következő évben szedték fel.
A vasúthoz kapcsolódott az 1920-as években épített, 600mm-es nyomtávú gazdasági kisvasút (leágazásokkal együtt, összesen 17,7 km nyomvonallal). Ezt főként azért hozták létre, hogy a püspökpusztai, érseki gazdaság terményeit (cukorrépa, kender, hal) gyorsan és nagy mennyiségben elszállíthassák a falu vasútállomásához. Később, a birtokot és a vonalat államosították, miután a mezőgazdasági vontatók átvették szállítási feladatait, megszüntették.
Templomának búcsúja előbb Mindenszentekkor volt, majd 1910-től Magyarok Nagyasszonya napján tartják a búcsút. A katolikus plébániát 1776-ban alapították, a templom 1779-ben készült el, festett üvegablakai 1944-ből valók. A templom előtti Szentháromság-szobrot 1865-ben emelték.
A 20. század elejétől apácák oktatták a falu lakóinak gyermekeit írásra, olvasásra. (1930-ban például 3284 lélekből 460 fő volt a nyilvántartások szerint analfabéta).
1956-ban jeges ár sújtotta a Duna déli szakaszát. "Az 1955-56-os esztendő telének végén többféle ok egyirányú kölcsönhatása eredményezte, hogy a Duna magyarországi, fokozottabban annak alsó szakaszán katasztrofális jeges árvíz alakult ki. Az időszak főbb jellemzői: a szigorú, hosszú tél, a kemény fagyok, majd a Duna különböző szakaszain a korábbiaktól és egymástól is eltérően erős olvadás, jelentős csapadék, gyors árhullám. Az alacsony és magas hőmérsékletek szokatlanul nagy különbsége és gyors váltakozása, egyenetlensége vezetett oda, hogy a folyó több száz kilométeres szakasza teljes szélességében befagyott, és vastagon állt a jég."
1956 máricus 18-án bekövetkezett a katasztrófa: "Szombaton a Duna határ menti részén és a Baja fölötti térségben kellett fokozott erővel védekezni az ár ellen. Ugyanis a jugoszláv Bacski-Breg község vonalában a Ferenc-csatorna gátja átszakadt, a víz egy része felfelé, Hercegszántó és Dávod irányában tör utat magának" 
Az 1960-as években a lakosság zöme a helyi Augusztus 20. Mg. Tsz-ben dolgozott; akkor 3500 fő élt a községben. A szövetkezet 2000-ben után zárt részvénytársasággá (Zrt) alakult és azóta is ebben a formában működik. 
Jelenleg a község lakóinak száma 1900 fő.

## Közélete

### Polgármesterei
- 1990–1994: Teszárik József (független)[14]
- 1994–1998: Petike József (független)[15]
- 1998–2002: Petike József (független)[16]
- 2002–2006: Petike József (független)[17]
- 2006–2009: Petike József (független)[18]
- 2009–2010: Hirtenberg János Sándor (független)[19]
- 2010–2014: Hirtenberg János Sándor (független)[20]
- 2014–2019: Hirtenberg János Sándor (független)[21]
- 2019–2024: Hirtenberg János Sándor (független)[22]
- 2024– : Kender Gábor (független)[1]

A településen 2009. szeptember 20-án időközi polgármester-választást tartottak, az előző polgármester halála miatt.

## Idegen elnevezései
Horvátul két alak terjedt el. A hercegszántói horvátok Dautovónak, a vaskúti horvátok Dautovnak hívták a falut.

## Népesség
A település népességének változása:
| Lakosok száma | 2003 | 1957 | 1935 | 1860 | 1786 | 1784 | 1779 |
|               | 2013 | 2014 | 2018 | 2021 | 2022 | 2023 | 2024 |

A 2011-es népszámlálás során a lakosok 82,2%-a magyarnak, 1,4% cigánynak, 0,6% horvátnak, 1,5% németnek, 0,5% szerbnek mondta magát (17,2% nem nyilatkozott; a kettős identitások miatt a végösszeg nagyobb lehet 100%-nál). A vallási megoszlás a következő volt: római katolikus 66,2%, református 1,3%, evangélikus 0,3%, felekezeten kívüli 7,2% (23,6% nem nyilatkozott).
2022-ben a lakosság 86,4%-a vallotta magát magyarnak, 4,5% németnek, 1,2% cigánynak, 0,7% szerbnek, 0,5% horvátnak, 0,1-0,1% románnak, ruszinnak, ukránnak, szlováknak és lengyelnek, 1,1% egyéb, nem hazai nemzetiségűnek (10,7% nem nyilatkozott; a kettős identitások miatt a végösszeg nagyobb lehet 100%-nál). Vallásuk szerint 49,6% volt római katolikus, 2% református, 0,7% evangélikus, 0,2% görög katolikus, 1,5% egyéb keresztény, 0,9% egyéb katolikus, 13,8% felekezeten kívüli (31,2% nem válaszolt).

## Nevezetességei
- Dávodi Gyógy- és Strandfürdő[27]: 2007-ben újították fel. Az első artézi kutat 1914-ben fúrták amely a Béke téren jelenleg is működik.[28] A fürdő vizét adó kút apadni kezdett, ezért 1967-ben egy új, 1000 méter mélyet fúrtak.[29] A dávodi gyógyvíz 38 °C-os hidrogén-karbonátos, fluoridos hévíz, amely összetételénél fogva fürdőkúraként nőgyógyászati és mozgásszervi megbetegedések (reumás fájdalmak, gerincbántalmak) gyógyítására, sérülések utókezelésére alkalmas.[30] Ivókúraként fogszuvasodás meggátolására és emésztőrendszeri betegségek kezelésére ajánlott. Négy nyitott medencével és különféle szolgáltatásokkal üzemel.
- Magyarok Nagyasszonya-templom. 1779-ben épült barokk templom Mindenszentek tiszteletére és 1910-ben változtatták a titulusát Magyarok Nagyasszonyára.[31]  A templom műemléki védettség alatt áll.[32]
- Dávodi földvári-tó természetvédelmi terület

## Kulturális élet
A település gazdag magyar tamburáshagyományokkal rendelkezik.

## Sport
A Dávod SC kézilabda szakosztálya 1959-től működik. Vezetését 1962-ben a helyi biológia-testnevelés szakos tanár, Zórity Mátyás vette át, még ebben az évben szerepeltek először a megyei bajnokságon. 1992-ben a csapat bronzérmes lett, 1994-ben pedig Bács-Kiskun megyei bajnok. Három évig szerepeltek az NBII-ben, ezek voltak a fénykor évei. Végül, 50 év kézilabdával eltöltött év után, Zórity Mátyás visszavonult, sajnos nem találtak megfelelő utódot a csapat vezetésére, a szponzor is visszalépett, így a Dávod SC utoljára a 2012-2013 as bajnokságban indult A kézilabda továbbra is jelen van Dávodon, 2019. július 20-án már második alkalommal rendezték meg a dávodi kézilabdatornát, amit a dávodi csapat nyert meg.

## Ismert személyek

### Itt születtek
- Erdős Appolinár (Dávod, 1897 – Dewitt, 1968) ferences misszionárius.[35]
- Dobos József asztalitenisz-edző, helyi vasúti állomásfőnök[36]
- Bíró Márti énekesnő (Palimo Story[37] együttes) [38]
- Blazsev István kick-box világbajnok (2017, Milánó)[39]

### Itt éltek, élnek
- Püspökpusztán szolgált plébánoshelyettesként 1951–1954 között Müller Antal római katolikus pap, későbbi érseki tanácsos.

## Képgaléria

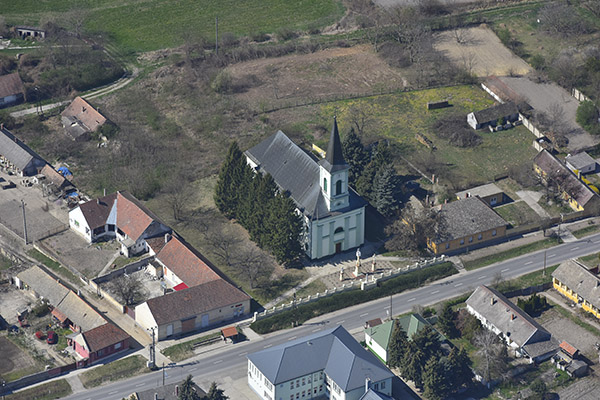
A dávodi Magyarok Nagyasszonya-templom, légi felvételen
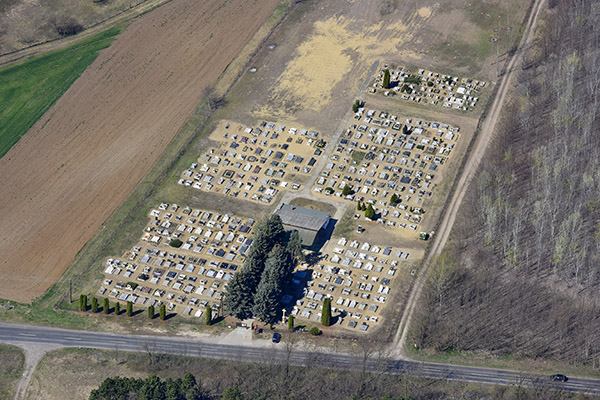
Az Új temető a levegőből, Dávod
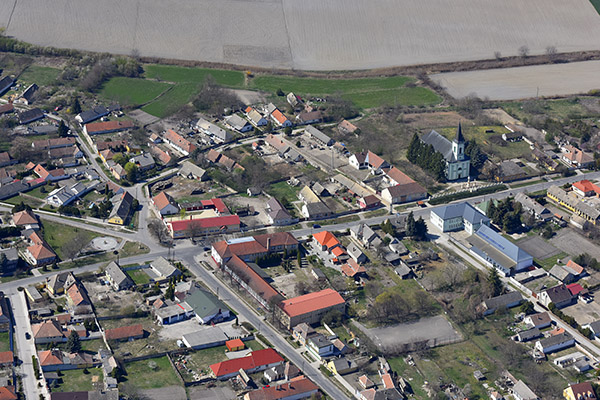
Dávod központi része. Középen, keresztben piros tetővel a polgármesteri hivatal, vele szemben az utca sarkán, sötétvörös cseréptetővel a  Forrás Általános Iskola. Alatta, világos piros tetővel a tornaterem (kosárlabda és röplabda pályával). Tőle jobbra lent a szürkén a szabadtéri kézilabdapálya látható.
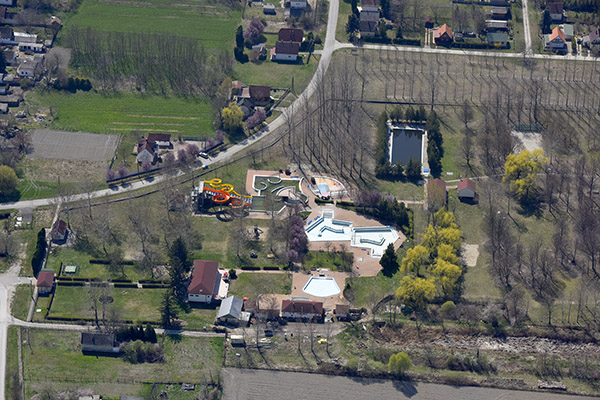
A Dávodi Gyógy- és Strandfürdő a magasból
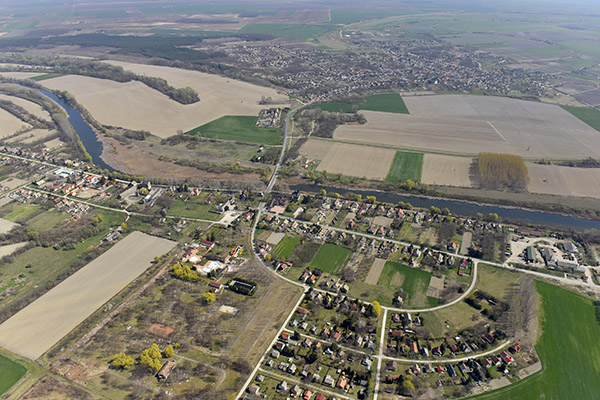
Dávod látképe madártávlatból (alul a püspökpusztai rész, középen a Ferenc-csatorna)